# Andrina Tonkli Komel
Andrina Tonkli Komel, slovenska filozofinja, * 1961, Jesenice.
Je ena najdejavnejših predstavnic slovenske fenomenološke šole.

## Življenje
Najprej je obiskovala osnovno šolo v Breginju, nato pa nadaljevala v Kobaridu.  Šolanje je nadaljevala na Gimnaziji v Tolminu leta 1976. Zanimala jo je predvsem protikultura. Leta 1980 se je vpisala na Filozofsko fakulteto Univerze v Ljubljani na študij primerjalne književnosti in filozofije. Leta 1987 je diplomirala iz Descartesa. Leta 1995 je ubranila doktorsko tezo na temo »Filozofija kot stroga znanost«. V času doktorskega študija je bila na Dunaju in v Bochumu. Bolj kot sam študijski program v tujini ji je bila pomembna dostopnost študijskega gradiva.
Po študiju je predavala na različnih fakultetah. V slovenščino je prevajala Husserlova in Heideggrova dela. Trenutno predava na Fakulteti za humanistične študije v Kopru in na Filozofski fakulteti v Ljubljani. Sodelovala je pri ustanovitvi Fenomenološkega društva v Ljubljani in Svetovnega inštituta za fenomenologijo ter je glavna urednica revije za fenomenologijo in hermenevtiko “Phainomena”. Napisala je številne članke, med njimi tudi “Prevrat Kopernikanskega nauka pri Edmundu Husserlu”.

## Fenomenološko društvo v Ljubljani
Fenomenološko društvo v Ljubljani je bilo ustanovljeno leta 1990 na pobudo Deana Komela, Tineta Hribarja, Iva Urbančiča in Andrine Tonkli-Komel. Poglaviten cilj društva je predvsem razvijanje fenomenološke in  hermenevtične filozofije pa tudi filozofske diskusije o  kulturi in znanosti.  Prvi predsednik društva je bil Ivo Urbančič. Od leta 1996 je njegov predsednik Dean Komel, ki je kot podpredsednik  do tedaj organiziral delo društva. Od leta 1991 izdaja Fenomenološko društvo lastno knjižno zbirko in revijo Phainomena. V okviru Fenomenološkega društva se je leta 1996 bila oblikovana tudi študentska hermenevtično-fenomenološka sekcija. Društvo sodeluje s številnimi posamezniki in institucijami v tujini, ki delujejo na področju fenomenologije in hermenevtike.

## Phainomena - revija za fenomenologijo in hermenevtiko
Revija Phainomena je bila prva specializirana revija za fenomenološko in hermenevtično filozofijo v Srednji in Vzhodni Evropi po padcu berlinskega zidu. Njena vloga je še vedno v tem, da združuje filozofe s tega geografskega področja, hkrati pa da v sodelovanju s filozofi iz Severne in Južne Amerike, Vzhodne in Južne Azije, Japonske, Kitajske ter Afrike odpira tudi globalne perspektive fenomenološke in hermenevtične filozofije. Revija objavlja predvsem članke in prevode s področja fenomenologije, hermenevtike, socialne hermenevtike, filozofije religije, teorije znanosti, filozofije umetnosti in zgodovine filozofije, filozofije kulture.
Glavna urednica revije je Andrina Tonkli-Komel, uredniški zbor pa sestavljajo Jan Bednarik, Tine Hribar, Valentin Kalan, Branko Klun, Dean Komel, Ivo Urbančič in Franci Zore. Revija izhaja štirikrat letno.

## Vstopanja (spisi o filozofiji)
Delo vključuje študije o zgodovini filozofije in sodobni filozofiji. V okviru razmisleka o začetku filozofije obravnava sofistično pojmovanje govora in filozofski problem spoznavanja kot spominjanja pri Platonu. Nadalje reflektira filozofsko pojmovanje boga pri Descartesu kot enega od vrhov novoveške filozofije. Kritika spoznavnega kriterija filozofije in razmerje filozofije do umetnosti je podano ob primeru Nietzscheja. Sodobna filozofija je obravnavana v dveh pogledih: s fenomenološkega in pojmovno-zgodovinskega. Težišče fenomenoloških proučevanj je problematika jezikovnega izraza ter konstitucija humanistične vednosti, ki je potem še enkrat obravnava v kontekstu pojmovne zgodovine.
Osnovni cilj razprav je poskus, da se na podlagi analize nekaterih ključnih toposov v filozofiji pokaže specifika njenih postopkov ter navezanost na jezikovno posredovanje in kulturo, na podlagi tega pa tudi jasneje izriše njen miselni horizont. Po Husserlu je ta horizont v sodobnosti zaznamovan s krizo filozofske vednosti, ki po eni strani izvira iz specifike zgodovinskega oblikovanja filozofije, po drugi strani pa izpričuje nespecifičnost našega časa, ki izganja kritično filozofsko vednost v imenu vsakovrstnih preverljivih znanj. Vendar pa vsa ta znanja skupaj ne rešujejo oziroma niti ne postavljajo vprašanja o pred-danem smislu življenjskega sveta, ki in kolikor jih izkustveno omogoča.
Filozofija je – kot »kritično prevpraševanje lastnih predpostavk« - v primerjavi s »preverljivimi znanji« destruktivna. Tudi če vztraja pri »vračanju k lastnim izvorom«, to vračanje razume kot mišljenje proti njim. Prav tako tudi »vračanje k stvarem samim« misli proti predmetnemu izkustvu, ne zato, da bi pod njim odkrilo nek prvotnejši način izkušanja, ampak da bi prišlo do drugačnega izkustva.

## Ostala dela
1.              Med kritiko in krizo (K Husserlovemu zasnutju filozofije kot stroge znanosti), Zbirka Phainomena, 6, Založba Nova revija, ISBN 961-6017-48-9, Ljubljana 1997,  160 str. (Prirejena knjižna objava  doktorske disetacije)
2.              Vstopanja. O filozofiji. Zbirka Annales, Znanstveno-raziskovalno središče, Univerza na Primorskem Koper 2007,  ISBN 961-6033-61-1, str. 154.
3.              Dialog, mnogoglasna pošast ali kakšna bolj krotka žival? / Andrina Tonkli Komel. - Dostopno tudi na: URN:NBN:SI:DOC-1L1VZRV5, http://www.dlib.si/details/URN:NBN:SI:DOC-1L1VZRV5. - Opombe z bibliografijo na dnu str. - Povzetek ; Abstract
V: Phainomena. - ISSN 1318-3362. - Letn. 24, št. 94/95 (2015), str. 147-160.
4.            Vera (brez) vere / Andrina Tonkli Komel. - Bibliografija: str. 241
V: Kako se izogniti totalitarizmu potrošništva / Mednarodna filozofska delavnica in druga konferenca, [Škocjan, Ljubljana, 23. 9.-26. 9. 2014]. - Ljubljana : KUD Apokalipsa : Srednjeevropski raziskovalni inštitut Soeren Kierkegaard, 2015. - (Zbirka Revija v reviji ; 7). - ISBN 978-961-6894-75-3. - Str. 231-241.
5.            Nepolitičnost politike / Andrina Tonkli Komel ; [sa slovenačkog preveo Mario Kopić]. - Opombe z bibliografijo na dnu str.
V: Zeničke sveske. - ISSN 1840-0868. - Br. 20 (jun. 2014), str. 255-273.
6.               Družice, družabnice, druge : uganke, radovednost in/ali filozofija / Andrina Tonkli Komel. - Dostopno tudi na: URN:NBN:SI:DOC-I0FLWURA, http://www.dlib.si/details/URN:NBN:SI:DOC-I0FLWURA. - Bibliografija: str. 35. - Povzetek ; Abstract
V: Phainomena. - ISSN 1318-3362. - Letn. 23, št. 90/91 (nov. 2014), str. 5-35.
7.               Kierkegaard, škandaloznost vere / Andrina Tonkli Komel. - Bibliografija: str. 85. - Povzetek: str. 721
V: Nova oikonomija odnosov / Četrti mednarodni filozofski simpozij Miklavža Ocepka, [Ljubljana, Škocjan, 12. 6.-19. 6. 2013]. - Ljubljana : KUD Apokalipsa : Srednjeevropski raziskovalni inštitut Soeren Kierkegaard, 2014. - (Zbirka Revija v reviji ; 5). - ISBN 978-961-6894-44-9. - Str. 78-85.
8.                Husserl's phenomenology of the life-world [Elektronski vir] / Andrina Tonkli-Komel. - Način dostopa (URL): http://www.newschool.edu/nssr/husserl/Future/Part%20One/PartOneFrames/PartOne.html Arhivirano 2017-02-15 na Wayback Machine.. - Nasl. z nasl. zaslona. - Bibliografija na dnu str.
V: On the future of Husserlian phenomenology [Elektronski vir] / Saulius Geniusas, Dominique Lavoie, Nishad Patnaik, editors. - New York : New School for General Studies, [2005]
9.            Politično in druge pojavnosti : Hannah Arendt / Andrina Tonkli Komel. - Dostopno tudi na: URN:NBN:SI:DOC-FFSGGNHC, http://www.dlib.si/details/URN:NBN:SI:DOC-FFSGGNHC. - Opombe z bibliografijo na dnu str. - Povzetek ; Abstract
V: Phainomena. - ISSN 1318-3362. - Letn. 22, št. 86/87 (nov. 2013), str. 353-369.
10.             Problem drugog / Andrina Tonkli Komel ; sa slovenskog preveo Hajrudin Hromadžić. - Opombe z bibliografijo na dnu str. - Abstract
V: Dijalog. - ISSN 0350-6177. - [Št.] 3/4 (2010), str. 205-221.
11.          Ženska (na) izkustvo / Andrina Tonkli Komel. - Dostopno tudi na: URN:NBN:SI:DOC-IAGHBGQP, http://www.dlib.si/details/URN:NBN:SI:DOC-IAGHBGQP. - Opombe z bibliografijo na dnu str. - Povzetek ; Abstract
V: Phainomena. - ISSN 1318-3362. - Letn. 21, št. 80/81 (jun. 2012), str. 233-254.
12.              Figure drugosti : zasebno / Andrina Tonkli Komel. - Dostopno tudi na: URN:NBN:SI:DOC-INAAQUCL, http://www.dlib.si/details/URN:NBN:SI:DOC-INAAQUCL. - Opombe z bibliografijo na dnu str. - Povzetek ; Abstract
V: Phainomena. - ISSN 1318-3362. - Letn. 20, št. 76/77/78 (sep. 2011), str. 37-70.
13.          Budnost v spanju / Andrina Tonkli. - Bibliografija v opombah
V: Apokalipsa. - ISSN 1318-3680. - Št. 142 (2010), str. 188-204.
14.          Spomin pod črto / Andrina Tonkli Komel. - Dostopno tudi na: URN:NBN:SI:DOC-EQ1CJMF7, http://www.dlib.si/details/URN:NBN:SI:DOC-EQ1CJMF7. - Bibliografija v opombah
V: Phainomena. - ISSN 1318-3362. - Letn. 19, št. 72/73 (2010), str. 99-111.
15.          Vstopanja : spisi o filozofiji / Andrina Tonkli Komel ; [urednica Vida Rožac Darovec ; prevajalec Alfred Leskovec (nem.), Jan Bednarik (it.), Janko Lozar (ang.)]. - Koper : Univerza na Primorskem, Znanstveno-raziskovalno središče : Zgodovinsko društvo za južno Primorsko, 2005 (Grafis trade). - 154 str. : ilustr. ; 21 cm. - (Knjižnica Annales ; 42)
16.          Mentis lumine in senca krize / Andrina Tonkli-Komel. - O Husserlovi fenomenologiji
V: Nova revija. - ISSN 0351-9805. - 14, št. 163/164 (november-december 1995), str. 184-191.
17.          O prepričljivosti govora / Andrina Tonkli Komel . - Dostopno tudi na: URN:NBN:SI:doc-T6U9PLL1, http://www.dlib.si/details/URN:NBN:SI:doc-T6U9PLL1. - O sofističnem gibanju
V: Phainomena. - ISSN 1318-3362. - 5, št. 15/16 (1996), str. 184-199.
18.          Kako je resničnost postala basen ___ / Andrina Tonkli-Komel. - Dostopno tudi na: URN:NBN:SI:DOC-FGLWKKRI, http://www.dlib.si/details/URN:NBN:SI:DOC-FGLWKKRI. - O Nietzschejevem pojmovanju umetnosti
V: Phainomena. - ISSN 1318-3362. - 3, št. 7/8 (1994), str. 101-116.